# Koalicja Demokratyczna (Węgry)
Koalicja Demokratyczna (węg. Demokratikus Koalíció, DK) – węgierska centrolewicowa partia polityczna założona przez byłego premiera Węgier Ferenca Gyurcsány i innych rozłamowców ze Węgierskiej Partii Socjalistycznej (następcy Węgierskiej Socjalistycznej Partii Robotniczej).